# 寿川念仏道場
寿川念仏道場（すがわねんぶつどうじょう）は、富山県南砺市（平村）寿川地区にある真宗本願寺派の寺院である。
五箇山地域には多数の念仏道場があるが、寿川道場は設立当初の姿を良く残す建造物として貴重であり、南砺市の指定文化財とされている。

## 歴史
五箇山地域に浄土真宗が広まったのは15世紀後半頃であるが、当初これを主導したのは越前国（現福井県）の和田本覚寺であった。この頃、本願寺5代綽如の庶子筋が越前国を中心に北陸一帯で布教を行っており、五箇山に教線を広げたのも和田本覚寺に代表される「北国一家衆（綽如の庶系子孫）」であった。
一方、これに遅れて五箇山に教線を伸ばしたのが京の今小路常楽寺で、主に五箇山東部の利賀谷・小谷地域に門徒を増やした。越中国内の常楽寺下寺院に室牧称念寺（現富山市八尾町。後に高岡市に移る）があり、常楽寺は八尾から山を越えて利賀谷に入り、更に小谷まで進出したのではないかと推測されている。常楽寺門徒は利賀谷・小谷双方とも中央部に多く、北部は井波瑞泉寺の、南部は坂上西勝寺の勢力圏であったために門徒拡大が困難であったようである。
戦国時代を通じて常楽寺は本願寺とともに各地を転々としており、常楽寺が五箇山の門徒教化に直接携わることができなかった。そこで砺波郡の常楽寺下有力寺院である清水真光寺（現小矢部市）が五箇山の門徒を取りまとめるようになり、やがて五箇山の常楽寺門徒はほとんどが真光寺門徒に転じた。その後本願寺の東西分裂騒動が起こと、真光寺も東方の池尻真光寺（現南砺市旧井口村）と西方の杉木新町真光寺（現砺波市出町）に分裂し、五箇山の門徒も両派に分かれた。更にこの時、小谷の下出・大崩島・渡原・寿川集落は西本願寺に訴え出て直参門徒となり、越中西本願寺派の触頭である伏木勝興寺の頂かりという形となった。
このような経緯を経て、江戸時代以後の寿川道場は勝興寺下寺の入報寺を手次寺とした。現在の須川道場は文政3年頃（1820年）、肝煎の治右衛門という人物が10年の歳月をかけて建立したと伝えられている。このため、現在まで表面に「御本山御直参道場」、裏面に「于時文政第四歳　文政三年十月…」と記された額が残されている。また道場所蔵の半鐘銘には「宝暦四年（1754年） 願主治右衛門」とあって、1754年までには道場が成立していたことが分かる。

## 文化財としての念仏道場
寿川道場の正式な創立年代は不明であるが、上述した通り文政3年（1820年）に建築が始まったと伝えられている。
外観は当地区の民家に近いが、柱上の実肘木や1間の化粧垂木、向拝の形式が寺院風となっている。桁行5間、梁間3間を上屋、4周1間通りを下屋とする構造となっている。屋根小屋は杈首組とする民家風で、屋内には虹梁詰め組組物、欄間彫刻を採用している。
内陣は内道場から五尊安置の発展した形式を示しており、今や数少ない茅葺き屋根とともに伝統的な念仏道場の形式を示している。昭和61年7月18日に平村の文化財に指定され、現在は南砺市に引き継がれている。

## 五箇山の常楽寺下道場
上述したように寿川道場は常楽寺下の道場として始まった寺院であり、周辺の利賀谷から小谷にわたる地域に元常楽寺下道場が多く分布する。常楽寺下道場はその後清水真光寺下に移行したが、本願寺の東西分裂の影響を受け、1.東方に属する池尻真光寺下道場、2.西方に属する出町真光寺下道場、3.西本願寺直参となり勝興寺預りとなった道場、の三派に別れて現代に至っている。
| 戦国時代        | 戦国時代   | 江戸時代            | 江戸時代   | 近現代          | 近現代       |
| --------------- | ---------- | ------------------- | ---------- | --------------- | ------------ |
| 今小路 常楽寺下 | 下利賀道場 | 杉木新町村 真光寺下 | 下利賀道場 | 利賀興真寺      | 利賀興真寺   |
| 今小路 常楽寺下 | 北豆谷道場 | 杉木新町村 真光寺下 | 北豆谷道場 | 北豆谷斎光寺    | 北豆谷斎光寺 |
| 今小路 常楽寺下 | 大豆谷道場 | 杉木新町村 真光寺下 | 大豆谷道場 | 大豆谷真聞寺    | 大豆谷真聞寺 |
| 今小路 常楽寺下 | 押場道場   | 杉木新町村 真光寺下 | 押場道場   | 押場誠願寺      | 押場誠願寺   |
| 今小路 常楽寺下 | 入谷道場   | 杉木新町村 真光寺下 | 入谷道場   | 出町 真光寺下   | 入谷道場     |
| 今小路 常楽寺下 | -          | 杉木新町村 真光寺下 | -          | 出町 真光寺下   | 東中江道場   |
| 今小路 常楽寺下 | 大崩島道場 | 杉木新町村 真光寺下 | 大崩島道場 | 出町 真光寺下   | 大崩島道場   |
| 今小路 常楽寺下 | 大崩島道場 | 池尻 真光寺下       | 大崩島道場 | 池尻 真光寺下   | 大崩島道場   |
| 今小路 常楽寺下 | -          | 池尻 真光寺下       | 渡原道場   | 池尻 真光寺下   | 渡原道場     |
| 今小路 常楽寺下 | 下出道場   | 古国府 勝興寺預     | 下出道場   | 古国府 勝興寺預 | 下出道場     |
| 今小路 常楽寺下 | 寿川道場   | 古国府 勝興寺預     | 寿川道場   | 古国府 勝興寺預 | 寿川念仏道場 |